# Midtown Manhattan
Midtown Manhattan là phần trung tâm của quận Manhattan, Thành phố New York. Midtown là nơi có một số tòa nhà nổi bật nhất của thành phố, bao gồm Empire State Building, Chrysler Building, Hudson Yards Redevelopment Project, trụ sở Liên Hợp Quốc, Grand Central Terminal, và Rockefeller Center, cũng như các điểm du lịch như Broadway và Times Square.
Midtown Manhattan là khu trung tâm thương mại lớn nhất trên thế giới và được xếp vào hàng bất động sản đắt đỏ nhất; Đại lộ số 5 ở Midtown Manhattan có giá thuê bán lẻ cao nhất thế giới, với giá thuê trung bình hàng năm là US$3,000 trên foot vuông ($32,29/m2) năm 2017. Tuy nhiên, do giá mặt bằng bán lẻ ở Midtown quá cao, nên khu vực lân cận cũng có nhiều mặt tiền trống. 
Midtown là trung tâm thương mại, giải trí và truyền thông lớn nhất đất nước, đồng thời cũng là trung tâm tài chính đang phát triển.
Phần lớn các tòa nhà chọc trời của Thành phố New York, bao gồm các khách sạn cao nhất và tòa tháp căn hộ, đều ở Midtown. Khu vực này tập trung những người đi làm và cư dân làm việc tại các văn phòng, khách sạn và cơ sở bán lẻ, khách du lịch và sinh viên. Quảng trường Thời đại, trung tâm được chiếu sáng rực rỡ của khu Nhà hát Broadway, 
là một trung tâm lớn của ngành giải trí thế giới.
Sixth Avenue cũng có trụ sở của ba trong số bốn mạng truyền hình lớn của Hoa Kỳ.
Midtown là một phần của Manhattan Community District 5.  Nó được tuần tra bởi Quận 14 và 18 của Sở cảnh sát thành phố New York.
Đường hầm Lincoln đi dưới sông Hudson nối Weehawken, New Jersey với Midtown Manhattan.